# 10 grudnia
10 grudnia jest 344. (w latach przestępnych 345.) dniem w kalendarzu gregoriańskim. Do końca roku pozostaje 21 dni.

## Święta
- Imieniny obchodzą: Bogdał, Bogdan, Bogodał, Brajan, Daniel, Donat, Eulalia, Grzegorz, Hermogenes, Judyta, Julia, Loreta, Maria, Maur, Melchiades, Menas, Nikoleta, Polidor, Switun, Unierad i Unirad.
- Międzynarodowe
  - Dzień Praw Człowieka (święto państwowe w: Gwinei Równikowej, Namibii, Kambodży, Kiribati, Turks i Caicos)
  - Międzynarodowy Dzień Praw Zwierząt (w dzień ratyfikacji przez Zgromadzenie Ogólne ONZ w 1948 roku Powszechnej deklaracji praw człowieka; uchwalony 21 września 1977 roku w Londynie przez Międzynarodową Federację Praw Zwierzęcia)[1]
- Polska – Dzień Odlewnika (święto branżowe)[2]
- Wspomnienia i święta w Kościele katolickim[3][4] obchodzą:
  - Najświętsza Maryja Panna Loretańska (zob. litania loretańska)
  - św. Eulalia z Méridy (męczennica)
  - bł. Adolf Kolping (prezbiter)
  - św. Deusdedit z Canterbury (biskup)
  - św. Grzegorz III (papież)
  - św. Julia z Meridy[5]
  - bł. Marcin od św. Mikołaja (męczennik)
  - bł. Marek Antoni Durando (prezbiter)
  - bł. Melchior od św. Augustyna (męczennik)
  - św. Milcjades (papież)

## Wydarzenia w Polsce
- 1261 – Książę Bolesław V Wstydliwy potwierdził nadanie Mieszka Starego z roku 1145 dla klasztoru cystersów w Lądzie.
- 1279 – W krypcie kościoła franciszkanów w Krakowie został pochowany książę Bolesław V Wstydliwy.
- 1589 – Anna Jagiellonka nadała Kobryniowi prawo magdeburskie oraz pieczęć i herb miejski.
- 1671 – Sułtan Imperium Osmańskiego Mehmed IV wypowiedział wojnę Polsce.
- 1789 – Na posiedzeniu Sejmu odczytano list króla Prus Fryderyka Wilhelma II, w którym obiecywał on zawarcie sojuszu z Rzecząpospolitą pod warunkiem przeprowadzenia reform ustrojowych i wzmocnienia władzy wykonawczej w państwie.
- 1796 – Nowy car Paweł I ogłosił amnestię dla uczestników insurekcji kościuszkowskiej przebywających na zesłaniu w Rosji.
- 1806 – Przebywający w Poznaniu Napoleon Bonaparte przyjął delegację Elektoratu Hanoweru.
- 1811 – W Szczecinie spłonął doszczętnie kościół św. Mikołaja, używany przez okupacyjne wojska francuskie jako magazyn paszy dla koni.
- 1812 – Inwazja Napoleona na Rosję: wojska rosyjskie ponownie zajęły Wilno.
- 1830 – Powstanie listopadowe: Franciszek Ksawery Drucki-Lubecki i Jan Nepomucen Jezierski zostali wydelegowani przez dyktatora gen. Józefa Chłopickiego do Sankt Petersburga na rozmowy z carem Mikołajem I, które miały doprowadzić do polubownego zakończenia konfliktu.
- 1874 – We wsi Kłoda Mała koło Białej Podlaskiej, w proteście przeciw szykanom związanym z narzuceniem wyznania prawosławnego, dokonała samospalenia rodzina Koniuszewskich – rodzice z dwójką małych dzieci. Józef Koniuszewski za odmowę porzucenia grekokatolicyzmu miał zostać pobity, obciążony podatkami i zamknięty w areszcie. Desperacką decyzję podjął na wieść o przymusowym chrzcie córki w cerkwi prawosławnej.
- 1875 – Otwarto jednotorową linię kolejową Poznań-Kluczbork.
- 1898 – Otwarto Palmiarnię Legnicką.
- 1920 – Utworzono diecezję łódzką.
- 1926 – Powołano Radę Finansową.
- 1939 – NKWD aresztowało we Lwowie w dniach 9 i 10 grudnia około 2 tysięcy oficerów Wojska Polskiego, których osadzono w poklasztornym więzieniu przy ul. Kazimierzowskiej (tzw. Brygidkach), a następnie wywieziono w głąb ZSRR.
- 1942 – We wsi Wola Przybysławska (powiat lubelski) Niemcy zamordowali 16–19 Polaków i 2 Żydów.
- 1956:
  - Rada Państwa wydała dekret przywracający Katowicom i województwu katowickiemu pierwotne nazwy.
  - Została powołana tzw. Komisja Mazura, mająca zbadać przypadki łamania prawa w naczelnych organach ścigania i wymiaru sprawiedliwości do 1956 roku.
- 1959 – Sejm PRL przyjął ustawę o Służbie Więziennej.
- 1966 – Ukazał się debiutancki album zespołu Czerwone Gitary To właśnie my.
- 1972 – Premiera filmu Trzeba zabić tę miłość w reżyserii Janusza Morgensterna.
- 1977 – Dokonano oblotu szybowca SZD-48 Jantar Standard 2.
- 1980 – Powstał Instytut Nauk Ekonomicznych PAN.
- 1982 – Podczas meczu Górnik Wałbrzych-Pogoń Szczecin Mieczysław Młynarski ustanowił rekord rzuconych punktów (90) polskiej ekstraklasy koszykarskiej.
- 1989:
  - Premiera filmu telewizyjnego Dekalog I w reżyserii Krzysztofa Kieślowskiego.
  - Zdemontowano pomnik Włodzimierza Lenina w Nowej Hucie.
- 1993 – Instytut Informatyki Uniwersytetu Wrocławskiego powołał organizowaną corocznie olimpiadę informatyczną dla uczniów szkół średnich i gimnazjów.
- 2004 – Po wieloletniej przebudowie otwarto zmodernizowany gmach Filharmonii Łódzkiej im. Artura Rubinsteina.
- 2007 – Wystartowała Biełsat TV.
- 2011 – Leszek Miller został ponownie wybrany na przewodniczącego SLD.
- 2023: 
  - Uruchomiono połączenia pasażerskie S9 relacji Częstochowa – Tarnowskie Góry obsługiwane przez Koleje Śląskie tym samym przywracając połączenia pasażerskie na linii kolejowej nr 182[6].
  - Rozpoczęła się przebudowa katowickiego węzła kolejowego w ramach budowy kolei aglomeracyjnej, a funkcjonująca dotychczas stacja kolejowa Będzin została zlikwidowana dla ruchu pasażerskiego[7].

## Wydarzenia na świecie

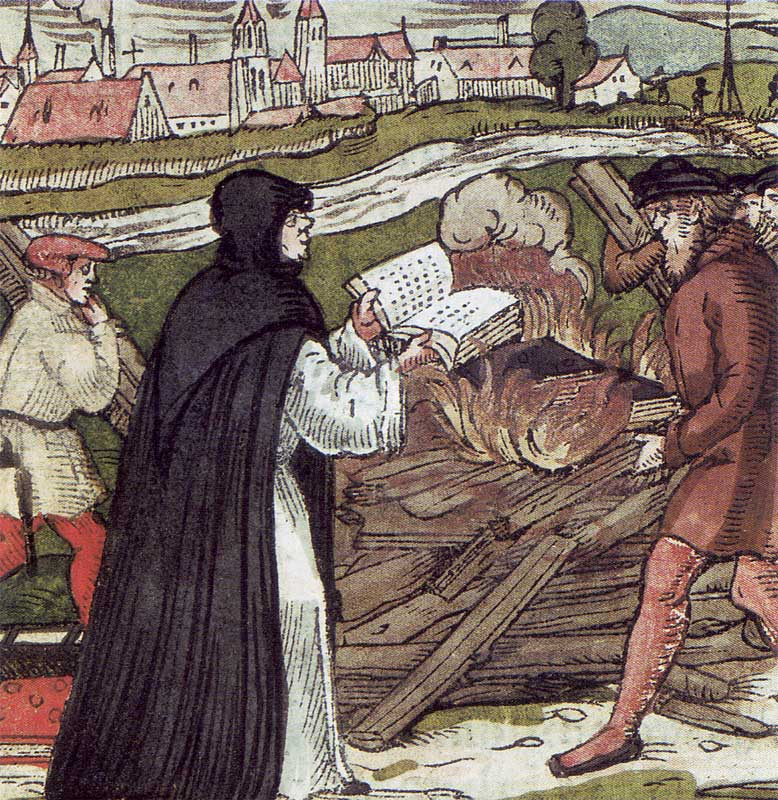
Marcin Luter pali bullę Exsurge Domine (1520)

- 741 – Zachariasz został papieżem.
- 1041 – Michał V Kalafates został cesarzem bizantyńskim.
- 1260 – Zwycięstwo Ajjubidów nad Mongołami w I bitwie pod Himsem.
- 1508:
  - Antoni II Dobry został księciem Lotaryngii.
  - Wojny włoskie: z inicjatywy papieża Juliusza II powstała antywenecka Liga z Cambrai.
- 1520 – Na przedmieściach Wittenbergii Marcin Luter spalił publicznie papieskie księgi prawnicze wraz z wydaną przez papieża Leona X bullą Exsurge Domine, zawierającą potępienie i wzywającą do odwołania jego nauk. Czynem tym Luter zrywał ostatecznie z Kościołem katolickim, konsekwencją czego było ekskomunikowanie go przez papieża 3 stycznia następnego roku.
- 1541 – Wykonano wyroki śmierci na Francisie Derehamie i Thomasie Culpeperze, kochankach (byłym i aktualnym) Katarzyny Howard, piątej żony króla Anglii Henryka VIII Tudora.
- 1642 – Założono klasztor pijarów w Podolińcu na Słowacji.
- 1652 – I wojna angielsko-holenderska: zwycięstwo floty holenderskiej pod dowództwem admirała Maartena Trompa w bitwie pod Dungeness.
- 1684 – W Royal Society została odczytana przez Edmonda Halleya, odwołująca się do praw Keplera, praca Isaaca Newtona De Motu Corporum o pojęciu grawitacji i jej wpływie na orbity planet. Praca ta obejmowała początki praw ruchu, które zostały szerzej omówione w Principiach.
- 1688 – Chwalebna rewolucja: dzień przed obaleniem króla Anglii i Szkocji Jakuba II Stuarta jego żona Maria z Modeny uciekła z półrocznym synem Jakubem do Francji.
- 1698 – Car Rosji Piotr I Wielki ustanowił Order Świętego Andrzeja Apostoła Pierwszego Powołania.
- 1710 – Wojna o sukcesję hiszpańską: wojska francusko-hiszpańskie pokonały Austriaków w bitwie pod Villaviciosą.
- 1716 – W Lipsku powstało stowarzyszenie studentów „Sorabija” (jako Stowarzyszenie Łużyckich Kaznodziejów).
- 1726 – Agnieszka z Montepulciano została kanonizowana przez papieża Benedykta XIII.
- 1768 – W Londynie odbyło się zebranie założycielskie Royal Academy of Arts.
- 1802 – W Paryżu rozpoczęła obrady Konstytuanta Szwajcarska zwana Consultą, mająca uchwalić nową konstytucję Republiki Helweckiej.
- 1807 – Napoleon Bonaparte przyłączył Królestwo Etrurii ze stolicą we Florencji do Cesarstwa Francuskiego.
- 1809 – W Jönköping podpisano traktat pokojowy kończący wojnę duńsko-szwedzką.
- 1817 – Missisipi jako 20. stan dołączyło do Unii.
- 1821 – W Santiago otwarto Cmentarz Generalny, będący chilijską nekropolią narodową.
- 1825 – Wybuchła wojna brazylijsko-argentyńska.
- 1831 – W Paryżu założono Towarzystwo Litewskie i Ziem Ruskich.
- 1832 – W Gruzji aresztowano grupę młodych szlachciców, którzy zainspirowani rosyjskim powstaniem dekabrystów i polskim powstaniem listopadowym zorganizowali spisek mający na celu wyzwolenie kraju spod okupacji rosyjskiej.
- 1834 – W Wielkiej Brytanii powstał pierwszy rząd Roberta Peela.
- 1848:
  - Ludwik Napoleon Bonaparte wygrał wybory prezydenckie we Francji.
  - Założono Muzeum Miejskie w Lipsku, przemianowane później na Muzeum Sztuk Pięknych.
- 1856 – Wojna brytyjsko-perska: brytyjsko-hinduski szwadron morski pod dowództwem komodora Younga, po krótkim bombardowaniu, wysadził desant, który opanował wyspę Kharg oraz port Buszehr.
- 1859:
  - Wojna domowa w Wenezueli: zwycięstwo Federalistów nad wojskami rządowymi w bitwie pod Santa Inés.
  - Założono Uniwersytet Ateneum Manilski.
- 1861 – Wojna secesyjna: Kentucky jako 12. stan przystąpiło do Skonfederowanych Stanów Ameryki.
- 1865 – Leopold II Koburg został królem Belgów.
- 1868 – W Londynie uruchomiono pierwszą na świecie uliczną sygnalizację świetlną.
- 1869:
  - Amerykanin George Hull przyznał się w prasie do zorganizowania oszustwa naukowego, polegającego na odkopaniu skamieniałych rzekomych szczątków człowieka o wzroście 3 m (tzw. „Giganta z Cardiff”).
  - Wyoming (wówczas terytorium) przyznało prawa wyborcze kobietom.
- 1870 – Wojna francusko-pruska: zwycięstwo wojsk pruskich w bitwie pod Beaugency.
- 1877 – X wojna rosyjsko-turecka: po 5 miesiącach oblężenia wojska rosyjsko-rumuńskie zdobyły Plewen.
- 1879:
  - Austriacki astronom Johann Palisa odkrył planetoidę Isolda.
  - Zmierzono najniższą temperaturę w historii Paryża (–23,9 °C).
- 1880 – Petko Karawełow został premierem Bułgarii.
- 1889 – Amerykanin George Stafford Parker opatentował swoje pierwsze wieczne pióro.
- 1890 – Zakończono budowę nieistniejącego już pierwszego nowojorskiego drapacza chmur New York World Building.
- 1895 – W Petersburgu odbyła się premiera opery Noc wigilijna Nikołaja Rimskiego-Korsakowa.
- 1896 – W Paryżu odbyła się premiera sztuki Ubu Król, czyli Polacy Alfreda Jarry’ego.
- 1898 – W Paryżu zawarto pokój kończący wojnę amerykańsko-hiszpańską.
- 1899:
  - II wojna burska: zwycięstwo wojsk brytyjskich w bitwie pod Stormbergiem.
  - Sobhuza II został królem Suazi.
- 1901 – Wręczono po raz pierwszy Nagrody Nobla.
- 1902:
  - Na Tasmanii kobiety uzyskały prawa wyborcze.
  - W Egipcie otwarto Tamę Asuańską.
- 1903 – Maria Skłodowska-Curie, Pierre Curie i Henri Becquerel odebrali Nagrodę Nobla w dziedzinie fizyki.
- 1905 – Henryk Sienkiewicz odebrał literacką Nagrodę Nobla.
- 1910 – W nowojorskiej Metropolitan Opera odbyła się premiera opery Dziewczyna ze Złotego Zachodu z muzyką Giacomo Pucciniego i librettem Guelfo Civininiego i Carlo Zangariniego.
- 1911 – Maria Skłodowska-Curie odebrała Nagrodę Nobla w dziedzinie chemii.
- 1918 – Bolszewicy zajęli opuszczony przez Niemców Mińsk.
- 1921 – José María Orellana został prezydentem Gwatemali.
- 1923 – Podpisano turecko-albański traktat o przyjaźni.
- 1924:
  - Adolf Hitler został przedterminowo zwolniony z więzienia.
  - W imieniu Władysława Reymonta odebrano literacką Nagrodę Nobla.
- 1928:
  - Joseph Ward został po raz drugi premierem Nowej Zelandii.
  - Wilhelm Miklas został prezydentem Austrii.
- 1931:
  - Niceto Alcalá-Zamora został wybrany przez parlament na pierwszego prezydenta II Republiki Hiszpańskiej.
  - Uruchomiono kombinat hutniczy w Magnitogorsku.
- 1932 – Tajlandia została monarchią konstytucyjną.
- 1936 – Król Wielkiej Brytanii Edward VIII Windsor zrzekł się tronu z powodu planowanego zawarcia małżeństwa z amerykańską rozwódką Wallis Simpson.
- 1937 – W Miami otwarto Orange Bowl Stadium.
- 1941 – Wojna na Pacyfiku: pod Kuantanem doszło do pierwszego w czasie wojny starcia brytyjsko-japońskiego.
- 1942 – Rząd RP na uchodźstwie w przesłał pierwszy oficjalny raport o holokauście (tzw. notę Raczyńskiego) do ministrów zagranicznych 26 państw, sygnatariuszy Deklaracji Narodów Zjednoczonych, sporządzony na podstawie dokumentów przywiezionych do Londynu przez kuriera Jana Karskiego w postaci mikrofilmów (materiały przygotowane przez Referat Spraw Żydowskich Komendy Głównej AK i potwierdzone jego świadectwem) oraz tzw. raportów Karskiego, sporządzonych przez niego w latach 1940–1942.
- 1944 – W Moskwie zawarto sojusz radziecko-francuski.
- 1945 – Alcide De Gasperi został premierem Włoch.
- 1948:
  - István Dobi został premierem Węgier.
  - ONZ uchwaliła Powszechną Deklarację Praw Człowieka.
  - Otwarto Port lotniczy Meigs Field w Chicago.
- 1949:
  - Chińska wojna domowa: wojska komunistyczne podeszły pod Chengdu, ostatnie miasto na kontynencie znajdujące się pod kontrolą Kuomintangu. Tego samego dnia Czang Kaj-szek ewakuował się samolotem na Tajwan.
  - Ukraiński historyk i archeolog Jarosław Daszkewycz został aresztowany pod zarzutem działalności antysowieckiej.
- 1954 – Ichirō Hatoyama został premierem Japonii.
- 1957 – Dokonano oblotu włoskiego myśliwca Aermacchi MB-326.
- 1961:
  - W pobliżu miasta Carlsbad w Nowym Meksyku przeprowadzono pierwszą podziemną detonację w ramach operacji „Plowshare”, której celem było zbadanie możliwości stosowania broni atomowej dla potrzeb gospodarczych (wydobycie surowców, budowa kanałów i dróg, produkcja energii).
  - ZSRR zerwał stosunki dyplomatyczne z Albanią.
- 1962 – Premiera filmu przygodowego Lawrence z Arabii w reżyserii Davida Leana.
- 1963:
  - Brytyjski protektorat Zanzibar uzyskał niepodległość jako sułtanat.
  - Wybuchło powstanie antybrytyjskie w Jemenie.
- 1969:
  - Norweg Ragnar Frisch i Holender Jan Tinbergen odebrali przyznaną po raz pierwszy Nagrodę Banku Szwecji im. Alfreda Nobla w dziedzinie ekonomii.
  - Premiera filmu Czyż nie dobija się koni? w reżyserii Sydneya Pollacka.
  - Prezydent Dahomeju (późniejszego Beninu) Émile Derlin Zinsou został obalony w wojskowym zamachu stanu.
- 1974 – Premiera filmu katastroficznego Płonący wieżowiec w reżyserii Johna Guillermina.
- 1975 – Utworzono Europejski Fundusz Rozwoju Regionalnego.
- 1977 – Rozpoczęła się załogowa misja Sojuz 23 na stację orbitalną Salut 6.
- 1980:
  - Czesław Miłosz odebrał literacką Nagrodę Nobla.
  - W Ugandzie odbyły się pierwsze od 1962 roku wybory parlamentarne, w których zwyciężył Kongres Ludowy Ugandy, co umożliwiło powrót do władzy prezydentowi Miltonowi Obote, obalonemu w 1971 roku przez gen. Idiego Amina.
- 1982:
  - Premiera komedii filmowej Spokojnie, to tylko awaria w reżyserii Kena Finklemana.
  - W Montego Bay na Jamajce podpisano Konwencję Narodów Zjednoczonych o prawie morza.
- 1983:
  - Danuta Wałęsa, w imieniu swego męża Lecha, odebrała w Oslo Pokojową Nagrodę Nobla.
  - Raúl Alfonsín został prezydentem Argentyny.
- 1984 – Zgromadzenie Ogólne ONZ przyjęło Konwencję w sprawie zakazu stosowania tortur.
- 1988 – W amerykańskim Lake Placid szwedzki skoczek narciarski Jan Boklöv po raz pierwszy wygrał zawody o Pucharu Świata dzięki zastosowaniu tzw. „stylu V”.
- 1989 – Marián Čalfa został premierem Czechosłowacji.
- 1990 – Rada Najwyższa Gruzji podjęła decyzję o likwidacji Południowoosetyjskiego Obwodu Autonomicznego.
- 1991:
  - Prospekt Lenina (obecnie Niepodległości) w Mińsku otrzymał imię Franciszka Skaryny.
  - W zamieszkanym głównie przez Ormian Górskim Karabachu przeprowadzono referendum, w którym zdecydowana większość głosujących opowiedziała się za niepodległością od Azerbejdżanu.
- 1993 – Premiera gry komputerowej Doom.
- 1995 – Po 23 latach od startu spłonął w atmosferze bezzałogowy radziecki statek kosmiczny Kosmos 398.
- 1996 – Wisława Szymborska odebrała literacką Nagrodę Nobla.
- 1997 – Stolica Kazachstanu została przeniesiona z Ałmaty do Astany.
- 1999 – Fernando de la Rúa został prezydentem Argentyny.
- 2000 – Ion Iliescu został po raz drugi prezydentem Rumunii.
- 2001 – Premiera filmu fantasy Władca Pierścieni: Drużyna Pierścienia w reżyserii Petera Jacksona.
- 2002 – Premiera musicalu filmowego Chicago w reżyserii Roba Marshalla.
- 2005:
  - Islandka Unnur Birna Vilhjálmsdóttir zdobyła w chińskim kurorcie Sanya tytuł Miss Świata.
  - W katastrofie lotu Sosoliso Airlines 1145 w Nigerii zginęło 108 osób, a 2 zostały ranne.
  - Wystartowała rosyjska telewizja informacyjna w języku angielskim Russia Today.
- 2007:
  - Cristina Fernández de Kirchner jako druga kobieta (po Isabel Perón) objęła urząd prezydenta Argentyny.
  - Koncert Led Zeppelin w Londynie (reaktywacja zespołu).
- 2009 – W Dublinie otwarto Samuel Beckett Bridge.
- 2010 – Były premier Chorwacji Ivo Sanader został aresztowany na autostradzie w Austrii, dokąd uciekł po uchyleniu mu immunitetu parlamentarnego w związku z zarzutami korupcyjnymi.
- 2011:
  - Mohammed Basindawa został premierem Jemenu.
  - Na podstawie porozumienia z opozycją ustąpił ze stanowiska prezydent Osetii Południowej Eduard Kokojty. Tymczasowym prezydentem został premier Wadim Browcew.
- 2012 – W Republice Środkowoafrykańskiej partyzanci z koalicji Seleka wznowili rebelię zmierzającą do obalenia prezydenta François Bozizé.
- 2013 – Urugwaj jako pierwszy kraj na świecie zalegalizował uprawę, sprzedaż i zażywanie marihuany.
- 2015 – Mauricio Macri został prezydentem Argentyny.
- 2016:
  - 48 osób zginęło, a 166 zostało rannych w wyniku wybuchu samochodu pułapki niedaleko stadionu piłkarskiego Beşiktaşu Stambuł.
  - Co najmniej 160 osób zginęło w wyniku zawalenia świątyni ewangelikalnego Kościoła Biblijnego w mieście Uyo w południowo-wschodniej Nigerii.
- 2019:
  - Alberto Fernández został prezydentem Argentyny.
  - Olga Tokarczuk odebrała literacką Nagrodę Nobla.
  - Sanna Marin objęła urząd premiera Finlandii.
  - W szpitalu uniwersyteckim w Ostrawie 42-letni Ctirad Vitásek zastrzelił 7 i ranił 2 osoby. Po udanym policyjnym pościgu popełnił samobójstwo w swoim samochodzie.
- 2021 – Lassina Zerbo został premierem Burkiny Faso.
- 2023 – Javier Milei został prezydentem Argentyny.

## Urodzili się
- 1394 – Jakub I Stuart, król Szkocji (zm. 1437)
- 1452 – Johannes Stöffler, niemiecki matematyk, astronom (zm. 1531)
- 1483 – Tommaso Badia, włoski dominikanin, kardynał (zm. 1547)
- 1489 – Gaston z Foix, francuski książę, dowódca wojskowy (zm. 1512)
- 1531 – Henryk IX, hrabia Waldeck-Wildungen (zm. 1577)
- 1538 – Giovanni Battista Guarini, włoski prozaik, dramaturg, poeta, filozof, dyplomata (zm. 1612)
- 1574 – Mikołaj Łęczycki, polski jezuita, teolog, mistyk, cudotwórca (zm. 1653)
- 1588:
  - Johann von Aldringen, niemiecki feldmarszałek (zm. 1634)
  - Isaac Beeckman, holenderski filozof, naukowiec (zm. 1637)
- 1610 – Adriaen van Ostade, holenderski malarz, rysownik, akwaforcista (zm. 1685)
- 1626 – Jerzy Chrystian, landgraf Hesji-Homburg (zm. 1677)
- 1633 – Aernout van Citters, holenderski dyplomata (zm. 1696)
- 1637 – Jacques-René de Brisay, francuski arystokrata, polityk, gubernator Nowej Francji (zm. 1710)
- 1640 – Andrzej Albinowski, polski duchowny katolicki, biskup pomocniczy kujawsko-pomorski (zm. 1706)
- 1643 – (data chrztu) Johann Adam Reincken, niemiecko-holenderski kompozytor, organista (zm. 1722)
- 1645 – Jan Franciszek Kurdwanowski, polski duchowny katolicki, jezuita, kanonik krakowski i warmiński, biskup pomocniczy warmiński (zm. 1730)
- 1666 – Annibale Maffei, sabaudzki dyplomata, wojskowy, polityk (zm. 1735)
- 1668 – Christian Friedrich Bartholdi, pruski dyplomata (zm. 1714)
- 1676 – Christian Ludvig von Plessen, duński polityk (zm. 1752)
- 1731 – Franciszek Kareu, polski jezuita, misjonarz pochodzenia brytyjskiego (zm. 1802)
- 1735:
  - Antonio Fernández de Trebejos y Zaldívar, hiszpański pułkownik, architekt (zm. 1800)
  - Johann Andreas von Junck, pruski prawnik, wojskowy, dyplomata (zm. 1789)
- 1741 – (data chrztu) Aagje Deken, holenderska pisarka (zm. 1804)
- 1751 – George Shaw, brytyjski botanik, zoolog (zm. 1813)
- 1753 – (lub 10 września) Louis-Philippe de Ségur, francuski dyplomata (zm. 1830)
- 1756 – Fryderyk Franciszek I, wielki książę Meklemburgii-Schwerin (zm. 1837)
- 1773 – Antonina Campi, polska śpiewaczka operowa (mezzosopran) (zm. 1822)
- 1775 – Giacomo Filippo Fransoni, włoski kardynał (zm. 1856)
- 1776:
  - Maria Leopoldyna Habsburg-Este, elektorowa Bawarii i Palatynatu (zm. 1848)
  - Franz Krieg von Hochfelden, austriacki polityk (zm. 1856)
  - Abraham Mendelssohn-Bartholdy, niemiecki bankier, filantrop pochodzenia żydowskiego (zm. 1835)
- 1778 – Antonio Francesco Orioli, włoski kardynał (zm. 1852)
- 1787 – Mikołaj Sikatka, polski pasterz, wizjoner (zm. 1857)
- 1791 – Friedrich von Gärtner, niemiecki architekt (zm. 1847)
- 1800:
  - Jean Durieu, francuski fotograf (zm. 1874)
  - Philippe Ricord, francuski lekarz, fizyk (zm. 1889)
- 1803 – Eliza S. Craven Green, brytyjska poetka (zm. 1866)
- 1804 – Carl Gustav Jakob Jacobi, niemiecki matematyk, wykładowca akademicki pochodzenia żydowskiego (zm. 1851)
- 1805:
  - Joseph Škoda, czeski lekarz (zm. 1881)
  - Karl Ferdinand Sohn, niemiecki malarz (zm. 1867)
  - Amelia Załuska, polska kompozytorka, poetka, malarka (zm. 1858)
- 1809 – George Goldthwaite, amerykański polityk, senator (zm. 1879)
- 1810 – Elizabeth Clementine Stedman, amerykańska poetka (zm. 1889)
- 1813 – Zachariah Chandler, amerykański polityk, senator (zm. 1879)
- 1814 – Sebastian Brunner, austriacki pisarz, teolog katolicki (zm. 1893)
- 1815 – Ada Lovelace, brytyjska matematyk (zm. 1852)
- 1817 – Alexander Wood, brytyjski lekarz, wynalazca pierwowzoru współczesnej strzykawki (zm. 1884)
- 1818 – František Ladislav Rieger, czeski ekonomista, polityk (zm. 1903)
- 1819 – Felice Orsini, włoski rewolucjonista, zamachowiec (zm. 1858)
- 1821 – Nikołaj Niekrasow, rosyjski pisarz pochodzenia polskiego (zm. 1878)
- 1822:
  - Nikołaj Danilewski, rosyjski filozof, socjolog, antropolog, publicysta (zm. 1885)
  - César Franck, francuski kompozytor, organista pochodzenia belgijskiego (zm. 1890)
- 1824:
  - Aasta Hansteen, norweska malarka, pisarka, feministka (zm. 1908)
  - George MacDonald, szkocki pisarz (zm. 1905)
- 1825:
  - Henry Ponsonby, brytyjski arystokrata, wojskowy, polityk (zm. 1895)
  - Katarzyna Potocka, polska arystokratka, działaczka społeczna (zm. 1907)
- 1826 – John Henry Kinkead, amerykański polityk (zm. 1904)
- 1827 – Alojzy Maria Palazzolo, włoski duchowny katolicki, błogosławiony (zm. 1886)
- 1830 – Emily Dickinson, amerykańska poetka (zm. 1886)
- 1840 – Leo Wehrmann, niemiecki prawnik, urzędnik kolejowy (zm. 1919)
- 1841:
  - Joseph Blackburne, brytyjski szachista (zm. 1924)
  - Szaja Rosenblatt, polski przedsiębiorca pochodzenia żydowskiego (zm. 1921)
- 1845:
  - Joseph Ebers, niemiecki architekt (zm. 1923)
  - Barbara Weigand, niemiecka tercjarka franciszkańska wizjonerka, mistyczka, Służebnica Boża (zm. 1943)
- 1849 – Prosper Henry, francuski optyk, astronom (zm. 1903)
- 1851:
  - Melvil Dewey, amerykański bibliotekarz (zm. 1931)
  - Herman Frederik Schoon, południowoafrykański prozaik, poeta (zm. 1930)
- 1852:
  - Henri Gervex, francuski malarz (zm. 1929)
  - Israel Cook Russell, amerykański geolog, wykładowca akademicki (zm. 1906)
  - Wandalin Szukiewicz, polski etnograf, archeolog (zm. 1919)
- 1853 – Marian Józef Ryx, polski duchowny katolicki, biskup sandomierski (zm. 1930)
- 1854 – Thomas Cooper Gotch, brytyjski malarz, ilustrator (zm. 1931)
- 1855 – August Spies, niemiecki anarchista, dziennikarz (zm. 1887)
- 1860 – Tomasz Szajer, polski działacz i polityk ludowy (zm. 1914)
- 1861 – Karl Groos, niemiecki pedagog, psycholog (zm. 1946)
- 1864 – Carl Hellström, szwedzki żeglarz sportowy (zm. 1962)
- 1865 – René de Knyff, francuski kierowca wyścigowy (zm. 1954)
- 1866:
  - Lodewijk Bolk, holenderski anatom (zm. 1930)
  - Dušan Makovický, słowacki lekarz, pisarz, publicysta, tłumacz (zm. 1921)
- 1867:
  - Lauritz Christiansen, norweski żeglarz sportowy (zm. 1930)
  - Wilberforce Eaves, brytyjski tenisista (zm. 1920)
- 1870:
  - Pierre Louÿs, francuski prozaik, poeta (zm. 1925)
  - Ferdynand Ruszczyc, polski malarz, grafik, rysownik (zm. 1936)
- 1873 – Arnold Hasse, niemiecki polityk, nadburmistrz Torunia (zm. 1933)
- 1876 – Sven Wingquist, szwedzki inżynier, wynalazca, przemysłowiec (zm. 1953)
- 1878 – Chakravarthi Rajagopalachari, indyjski polityk, prawnik, pisarz (zm. 1972)
- 1879 – E.H. Shepard, brytyjski malarz, ilustrator (zm. 1976)
- 1880:
  - Charles King, amerykański lekkoatleta, skoczek w dal i trójskoczek (zm. 1958)
  - Yoshizō Koyanagi, japoński okulista, wykładowca akademicki (zm. 1954)
- 1881:
  - Arnold Bolland, polski chemik, wykładowca akademicki (zm. 1940)
  - Damazy Klimek, polski kupiec, działacz narodowy (zm. 1939)
  - Władimir Krasnicki, rosyjski duchowny prawosławny (zm. 1936)
- 1882:
  - Kazimierz Czarnecki, polski śpiewak operowy (tenor) (zm. 1964)
  - Otto Neurath, austriacki socjolog, ekonomista, filozof pochodzenia żydowskiego (zm. 1945)
  - Louis Wilkins, amerykański lekkoatleta, tyczkarz (zm. 1950)
- 1883:
  - Giovanni Messe, włoski marszałek polny (zm. 1968)
  - Rudolf Veiel, niemiecki generał wojsk pancernych (zm. 1956)
  - Andriej Wyszynski, radziecki prawnik, polityk komunistyczny, dyplomata, minister spraw zagranicznych (zm. 1954)
- 1884 – Albert Steffen, szwajcarski poeta, dramaturg, eseista, prozaik, malarz (zm. 1963)
- 1885:
  - Eugène Auwerkerken, belgijski gimnastyk (zm. 1981)
  - Mikołaj Osiński, polski żeglarz, bojerowiec, nestor polskiego żeglarstwa, trener regatowy, działacz społeczny (zm. 1973)
- 1886 – Victor McLaglen, amerykański bokser, aktor (zm. 1959)
- 1887:
  - Stanley Cobb, amerykański neurolog, psychiatra (zm. 1968)
  - John Cudahy, amerykański polityk, dyplomata (zm. 1943)
  - Arthur Hoffmann, niemiecki lekkoatleta, sprinter i skoczek w dal (zm. 1932)
  - Jeronimas Plečkaitis, litewski nauczyciel, polityk (zm. 1963)
- 1888 – Julien Pouchois, francuski kolarz torowy (zm. 1955)
- 1890:
  - László Bárdossy, węgierski polityk, dyplomata, premier Węgier (zm. 1946)
  - Leon Indenbaum, ukraiński rzeźbiarz pochodzenia żydowskiego (zm. 1981)
- 1891:
  - Harold Alexander, brytyjski marszałek polny (zm. 1969)
  - Nelly Sachs, niemiecka poetka, laureatka Nagrody Nobla (zm. 1970)
- 1892 – Maria od Jezusa Ukrzyżowanego Petković, chorwacka zakonnica, błogosławiona (zm. 1966)
- 1893:
  - Jan Lehr, polski podporucznik piechoty (zm. 1919)
  - Jerzy Stempowski, polski eseista, krytyk literacki, tłumacz (zm. 1969)
  - Jan Werakso, polski porucznik piechoty (zm. 1923)
- 1894 – Tadeusz Roman Tomaszewski, polski generał brygady (zm. 1967)
- 1895 – Józef Janos, polski artysta ludowy, rzeźbiarz, poeta (zm. 1985)
- 1896:
  - Adam Makarewicz, polski oficer artylerii (zm. 1940)
  - Maria Modrakowska, polska śpiewaczka operowa, pedagog, pisarka (zm. 1965)
  - Vivienne Osborne, amerykańska aktorka (zm. 1961)
  - Luiz Vinhaes, brazylijski trener piłkarski (zm. 1960)
- 1897 – Karl Heinrich Waggerl, austriacki pisarz (zm. 1973)
- 1898 – Franciszek Zachara, polsko-amerykański kompozytor, pianista (zm. 1966)
- 1899:
  - Jan Stefan Dworak, polski historyk, urzędnik (zm. 1986)
  - Hipolit Jasiewicz, polski sierżant pilot (zm. 1921)
  - Mieczysław Mümler, polski pułkownik pilot, as myśliwski (zm. 1985)
  - Nikołaj Pietruniczew, radziecki polityk (zm. 1942)
- 1900:
  - Jan Brzoza, polski pisarz, publicysta, autor słuchowisk radiowych, polityk, poseł na Sejm PRL (zm. 1971)
  - Henryk Niewodniczański, polski fizyk jądrowy, wykładowca akademicki (zm. 1968)
  - Ion Sava, rumuński reżyser teatralny (zm. 1947)
- 1901:
  - Nikołaj Aleksiejew, radziecki inżynier-kontradmirał (zm. 1950)
  - Wiktor Markiefka, polski górnik, piłkarz, polityk, poseł na Sejm PRL (zm. 1991)
  - Michaił Rumiancew, rosyjski artysta cyrkowy, klaun, aktor (zm. 1983)
- 1902:
  - Michaił Ałpatow, rosyjski historyk sztuki, wykładowca akademicki (zm. 1986)
  - Lipman Halpern, izraelski neurolog, neuropatolog, psychiatra, działacz syjonistyczny (zm. 1968)
  - Wiktoria Hetmańska, polska działaczka społeczna, polityk, poseł na Sejm PRL (zm. 1985)
  - Leizers Kopelovičs, łotewski psychiatra, psychoterapeuta, publicysta (zm. 1941)
  - Vito Marcantonio, amerykański polityk pochodzenia włoskiego (zm. 1954)
  - Václav Trégl, czeski aktor (zm. 1979)
- 1903:
  - Márton Bukovi, węgierski piłkarz, trener (zm. 1985)
  - George J. Lewis, amerykański aktor pochodzenia meksykańskiego (zm. 1995)
  - Una Merkel, amerykańska aktorka (zm. 1986)
  - Lena Zelwerowicz, polska aktorka, pedagog (zm. 1998)
- 1904:
  - Carin Nilsson, szwedzka pływaczka (zm. 1999)
  - Antonín Novotný, czeski polityk komunistyczny, prezydent Czechosłowacji (zm. 1975)
  - Szemu’el Rodenski, izraelski aktor (zm. 1989)
- 1905 – Valter Palm, estoński bokser (zm. 1994)
- 1906:
  - Aino Aaltonen, fiński polityk komunistyczny (zm. 1987)
  - Hugon Kowarzyk, polski lekarz fizjopatolog (zm. 1985)
  - Jules Ladoumègue, francuski lekkoatleta, średniodystansowiec (zm. 1973)
- 1907:
  - Lucien Laurent, francuski piłkarz (zm. 2005)
  - Amedeo Nazzari, włoski aktor (zm. 1979)
- 1908 – Olivier Messiaen, francuski kompozytor, organista, pedagog, ornitolog (zm. 1992)
- 1909:
  - Adam Borys, polski podpułkownik, uczestnik powstania warszawskiego, cichociemny (zm. 1986)
  - Franciszek Sielańczuk, polski polityk, poseł na Sejm PRL (zm. 1992)
  - Frank William Walbank, brytyjski historyk starożytności (zm. 2008)
- 1910:
  - Stefan Dąbek, polski porucznik (zm. 1939)
  - Leon Greenman, brytyjski publicysta pochodzenia żydowskiego (zm. 2008)
  - Franciszek Mróz, polski chorąży, uczestnik podziemia antynazistowskiego i antykomunistycznego (zm. 1951)
- 1911:
  - Leon Garbarski, polski aktor pochodzenia żydowskiego (zm. 1979)
  - Chet Huntley, amerykański spiker telewizyjny (zm. 1974)
  - Henryk Kozubski, polski malarz, działacz społeczny (zm. 2021)
  - Anatol Radzinowicz, polski scenograf filmowy (zm. 1994)
- 1912:
  - Jerzy Turowicz, polski dziennikarz, publicysta, działacz katolicki (zm. 1999)
  - Wiktoria Ulma, polska Służebnica Boża, Sprawiedliwa wśród Narodów Świata (zm. 1944)
- 1913:
  - Morton Gould, amerykański kompozytor, pianista, aranżer pochodzenia żydowskiego (zm. 1996)
  - Pannonica de Koenigswarter, brytyjska mecenas muzyki jazzowej, pisarka pochodzenia żydowskiego (zm. 1988)
- 1914:
  - Reginald Delargey, nowozelandzki duchowny katolicki, arcybiskup metropolita Wellington, kardynał (zm. 1979)
  - Leon Guz, polski dziennikarz pochodzenia żydowskiego (zm. 2010)
  - Astrid Henning-Jensen, duńska reżyserka filmowa (zm. 2002)
  - Dorothy Lamour, amerykańska aktorka (zm. 1996)
- 1915:
  - Leonid Lentsman, estoński polityk komunistyczny (zm. 1996)
  - Serafim Pinto Ribeiro, brazylijski piłkarz (zm. 2001)
- 1916:
  - Wacław Grabowski, polski porucznik, uczestnik podziemia antykomunistycznego (zm. 1953)
  - Antero Ojala, fiński łyżwiarz szybki (zm. 1982)
- 1917 – Yahya Petra, sułtan stanu Kelantan i król Malezji (zm. 1979)
- 1918:
  - Jeu van Bun, holenderski piłkarz (zm. 2002)
  - Anne Gwynne, amerykańska aktorka (zm. 2003)
  - Svein Heglund, norweski pilot wojskowy, as myśliwski (zm. 1998)
  - Anatolij Tarasow, rosyjski piłkarz, hokeista, trener hokejowy (zm. 1995)
- 1920:
  - Ragnhild Hveger, szwedzka pływaczka (zm. 2011)
  - Clarice Lispector, brazylijska pisarka, dziennikarka, tłumaczka pochodzenia żydowsko-ukraińskiego (zm. 1977)
  - Gerald Thomas, brytyjski reżyser filmowy (zm. 1993)
  - Stanko Todorow, bułgarski polityk, premier i p.o. prezydenta Bułgarii (zm. 1996)
- 1921:
  - Christine Brückner, niemiecka pisarka (zm. 1996)
  - Karel Hodík, czeski duchowny katolicki, dziennikarz, publicysta (zm. 2009)
  - Tadeusz Maślonkowski, polski harcmistrz, żołnierz AK, uczestnik powstania warszawskiego (zm. 1944)
  - Giuseppe Prisco, włoski działacz piłkarski (zm. 2001)
  - Gian Luigi Rondi, włoski scenarzysta i krytyk filmowy (zm. 2016)
  - Mieczysław Rybak, polski inżynier, profesor nauk technicznych (zm. 2003)
- 1922:
  - Agnes Nixon, amerykańska scenarzystka, producentka telewizyjna (zm. 2016)
  - Harry Siljander, fiński bokser (zm. 2010)
- 1923:
  - Johnny Dixon, angielski piłkarz (zm. 2009)
  - Harold Gould, amerykański aktor (zm. 2010)
  - Sheldon Reynolds, amerykański reżyser filmowy (zm. 2003)
  - Jorge Semprún, hiszpański pisarz (zm. 2011)
- 1924:
  - Michaił Jerszow, rosyjski reżyser filmowy (zm. 2004)
  - Michael Manley, jamajski polityk, premier Jamajki (zm. 1997)
- 1926:
  - Józef Domański, polski językoznawca, archiwista (zm. 2007)
  - Bronisław Dostatni, polski pisarz, podróżnik (zm. 2001)
  - Jadwiga Słomczewska, polska lekkoatletka, sprinterka (zm. 2007)
  - Nikołaj Tiszczenko, rosyjski piłkarz, trener (zm. 1981)
- 1927:
  - Harvey Murray Glatman, amerykański seryjny morderca (zm. 1959)
  - Marian Kozłowski, polski działacz sportowy (zm. 2004)
  - Władysław Markowski, polski koszykarz, trener (zm. 2010)
  - Władysław Soporek, polski piłkarz, trener (zm. 1986)
- 1928:
  - Murlidhar Chandrakant Bhandare, indyjski polityk, gubernator stanu Orisa (zm. 2024)
  - Dan Blocker, amerykański aktor (zm. 1972)
  - Milan Rúfus, słowacki poeta, eseista, tłumacz (zm. 2009)
- 1929:
  - Wincenty Domisz, polski działacz samorządowy, prezydent Bydgoszczy (zm. 2006)
  - Borys Honczarow, ukraiński trener piłkarski (zm. 2002)
  - Roman Penczek, polski hokeista (zm. 1987)
- 1930:
  - Mieczysław Hańderek, polski rzeźbiarz (zm. 2018)
  - Janusz Paradowski, polski kolarz szosowy (zm. 2013)
  - Aleksandra Witkowska, polska urszulanka, historyk (zm. 2024)
- 1931:
  - Gonzalo Anes, hiszpański ekonomista, historyk, wykładowca akademicki (zm. 2014)
  - Joseph O’Connell, australijski duchowny katolicki, biskup pomocniczy Melbourne (zm. 2013)
  - Czesław Paluch, polski rolnik, polityk, poseł na Sejm PRL (zm. 1993)
  - Karol Sobczak, polski prawnik, wykładowca akademicki  (zm. 2016)
  - Luciano Tesi, włoski astronom
- 1932:
  - Wiaczesław Kuriennoj, rosyjski piłkarz wodny (zm. 1992)
  - Ryszard Wrzos, polski piłkarz
- 1933 – Eiichi Kawatei, japoński działacz sportowy (zm. 2013)
- 1934:
  - Ireneo Amantillo, filipiński duchowny katolicki, biskup Tandag (zm. 2018)
  - Stanisław Grygiel, polski filozof, filolog, wykładowca akademicki (zm. 2023)
  - Xu Dunxin, chiński polityk, dyplomata
  - Howard Martin Temin, amerykański onkolog, wirusolog, laureat Nagrody Nobla (zm. 1994)
- 1935:
  - Ewa Berger-Jankowska, polska aktorka (zm. 2018)
  - Jaromil Jireš, czeski reżyser i scenarzysta filmowy (zm. 2001)
  - Edgard Lindgren, rosyjski kierowca wyścigowy (zm. 2020)
  - Emmanuel Mapunda, tanzański duchowny katolicki, biskup Mbinga (zm. 2019)
  - Shūji Terayama, japoński reżyser filmowy (zm. 1983)
  - Zygmunt Trziszka, polski pisarz, krytyk literacki (zm. 2000)
- 1936:
  - Barbara Bosak, polska aktorka (zm. 1979)
  - Eduard Dnieprow, rosyjski naukowiec, polityk (zm. 2015)
  - Stanisław Koszewski, polski fraszkopisarz, satyryk, poeta, autor tekstów piosenek
  - Andrzej Nowiński, polski aktor
  - Janusz Pawłowski, polski operator filmowy
  - Sylwester Wilczek, polski hokeista (zm. 2025)
  - Roman Załuski, polski reżyser i scenarzysta filmowy (zm. 2022)
- 1937:
  - Siergiej Awierincew, rosyjski historyk, bizantynolog, poeta, teoretyk literatury, eseista, tłumacz (zm. 2004)
  - Karel Schwarzenberg, czeski prawnik, działacz opozycji antykomunistycznej, polityk, minister spraw zagranicznych (zm. 2023)
- 1938:
  - Paul Kazuhiro Mori, japoński duchowny katolicki, biskup pomocniczy Tokio (zm. 2023)
  - Stefan Połom, polski poeta, prozaik (zm. 2021)
  - Faruk asz-Szara, syryjski dyplomata, polityk
  - Jurij Tiemirkanow, rosyjski dyrygent (zm. 2023)
- 1939:
  - Gernot Fraydl, austriacki piłkarz
  - Andrei Igorov, rumuński kajakarz, kanadyjkarz (zm. 2011)
  - András Szente, węgierski kajakarz (zm. 2012)
- 1940:
  - Zoltán Gál, węgierski polityk
  - Deogracias Iñiguez, filipiński duchowny katolicki, biskup Kalookan
  - Momir Kecman, jugosłowiański zapaśnik
  - Valentin Masengo, kongijski duchowny katolicki, biskup Kabindy (zm. 2018)
  - Aleksander Smolar, polski politolog, publicysta
- 1941:
  - Fionnula Flanagan, irlandzka aktorka
  - Kyū Sakamoto, japoński piosenkarz, aktor (zm. 1985)
- 1942:
  - Joseph Hoo Kim, jamajski producent muzyczny (zm. 2018)
  - Aritatsu Ogi, japoński piłkarz
  - Norbert Stull, luksemburski szachista
- 1943:
  - Joshua Koshiba, palauski polityk
  - Lajos Szűcs, węgierski piłkarz (zm. 2020)
- 1944:
  - Andris Bērziņš, łotewski bankowiec, polityk, prezydent Łotwy
  - Giennadij Biessonow, rosyjski lekkoatleta, trójskoczek
  - Pierre Schapira, francuski samorządowiec, polityk
  - Tisha Sterling, amerykańska aktorka
- 1945:
  - Marek Grechuta, polski piosenkarz, poeta, kompozytor, malarz (zm. 2006)
  - Yukiyo Kojima, japońska siatkarka
  - Wiesław Mering, polski duchowny katolicki, biskup włocławski
  - Jimmy Rooney, australijski piłkarz pochodzenia szkockiego
- 1946:
  - Jan Sawka, polski grafik, malarz, rysownik (zm. 2012)
  - Bazyli (Vadić), serbski biskup prawosławny
  - Howhannes Zanazanian, ormiański piłkarz, trener (zm. 2015)
- 1947:
  - Tadeusz Badach, polski działacz spółdzielczy, polityk, poseł na Sejm RP
  - Jürgen Barth, niemiecki kierowca wyścigowy
  - Stefan Gaisreiter, niemiecki bobsleista
  - Rəsul Quliyev, azerski polityk
  - Rainer Seifert, niemiecki hokeista na trawie
  - Janusz Szuber, polski poeta, eseista, felietonista (zm. 2020)
  - Zinaida Woronina, rosyjska gimnastyczka
- 1948:
  - Abu Abbas, palestyński terrorysta (zm. 2004)
  - Dušan Bajević, bośniacki piłkarz, trener
  - Mieczysław Fiodorow, polski aktor (zm. 2011)
  - Bruno Yizek, kanadyjski curler
- 1949:
  - Enrique Castillo, amerykański aktor
  - Shahabuddin Chuppu, bengalski polityk, prezydent Bangladeszu
  - Alain Hutchinson, belgijski polityk
  - Josef Michl, czeski kierowca rajdowy i wyścigowy
  - Jacek Namieśnik, polski chemik (zm. 2019)
  - David Perdue, amerykański polityk, senator
- 1950:
  - John Boozman, amerykański polityk, senator
  - Reinhard Gust, niemiecki wioślarz
  - Lloyd Neal, amerykański koszykarz
  - Agnieszka Żuławska-Umeda, polska filolog, japonistka, doktor nauk humanistycznych
- 1951:
  - Ireneusz Nowacki, polski perkusista, członek zespołów: Recydywa, Cross i Romuald i Roman (zm. 2017)
  - Valdas Vasiliauskas, litewski dziennikarz, publicysta, polityk
  - Bogusław Zych, polski florecista (zm. 1995)
- 1952:
  - Bernd Jakubowski, niemiecki piłkarz, bramkarz (zm. 2007)
  - Sujatha, indyjska aktorka (zm. 2011)
  - Chris Watson, brytyjski muzyk, realizator dźwięku
- 1953:
  - Friedhelm Funkel, niemiecki piłkarz, trener
  - Alina Kalicka-Kraj, polska pilotka (zm. 2019)
  - Zbigniew Leraczyk, polski aktor (zm. 2020)
- 1954:
  - Kristine DeBell, amerykańska aktorka
  - Anna Mieszczanek, polska publicystka, redaktorka (zm. 2025)
  - Witalij Pietrakow, rosyjski kolarz torowy
  - Waldemar Polczyński, polski technik budowlany, polityk, poseł na Sejm RP
  - Gaétan Turcotte, kanadyjski piłkarz wodny (zm. 2022)
  - Witold Walo, polski sztangista
- 1955:
  - Helena Dam á Neystabø, farerska polityk
  - Paul Keenan, amerykański aktor (zm. 1986)
  - Lothar Krieg, niemiecki lekkoatleta, sprinter
  - Kim Mehmeti, albański pisarz, publicysta
  - Reinhold Mitterlehner, austriacki prawnik, polityk
- 1956:
  - Rod Blagojevich, amerykański polityk pochodzenia serbskiego
  - Catherine Parks, amerykańska aktorka, modelka
  - Janis Sturnaras, grecki ekonomista, polityk
- 1957:
  - Dirk Bauermann, niemiecki koszykarz, trener
  - Michael Clarke Duncan, amerykański aktor (zm. 2012)
  - Tadeusz Filipek, polski grafik, malarz (zm. 2010)
  - Paul Hardcastle, brytyjski muzyk, kompozytor, producent muzyczny
  - Iwan Lebanow, bułgarski biegacz narciarski
  - Adelina Rista, albańska nauczycielka, polityk
  - Krzysztof Stefaniak, polski strzelec sportowy, trener
  - Grzegorz Szpyrka, polski lekarz, samorządowiec, wicemarszałek województwa śląskiego
  - José Mário Vaz, gwinejski polityk, prezydent Gwinei Bissau
- 1958:
  - Carlos de los Cobos, meksykański piłkarz, trener
  - Elżbieta Czerwińska-Sofulak, polska aktorka
  - Cornelia Funke, niemiecka autorka książek dla dzieci i młodzieży
  - Phạm Minh Chính, wietnamski polityk, premier Wietnamu
  - Agnieszka Różycka, polska scenarzystka filmowa
  - Roger Salnot, gwadelupski trener piłkarski
  - John J. York, amerykański aktor
- 1959:
  - Mark Aguirre, amerykański koszykarz
  - John Ebebe Ayah, nigeryjski duchowny katolicki, biskup Uyo
  - Éric Pinel, francuski samorządowiec, polityk
  - Adam Rapacki, polski nadinspektor policji, urzędnik państwowy
- 1960:
  - Rati Agnihotri, indyjska aktorka
  - Grzegorz Banaś, polski polityk, wojewoda świętokrzyski, senator RP
  - Kenneth Branagh, brytyjski aktor, reżyser i scenarzysta filmowy
  - Lang Ping, chińska siatkarka, trenerka
  - Mark Takano, amerykański polityk, kongresmen pochodzenia japońskiego
  - Dorota Zamojska-Mędrzecka, polska historyk (zm. 2013)
- 1961:
  - Mark McKoy, kanadyjski lekkoatleta, płotkarz pochodzenia gujańskiego
  - Harley Rouda, amerykański polityk, kongresmen
  - Jakub Sito, polski historyk sztuki
  - İsmet Yılmaz, turecki polityk
- 1962:
  - Cássia Eller, brazylijska piosenkarka (zm. 2001)
  - Micho Mosuliszwili, gruziński prozaik, dramaturg, tłumacz, scenarzysta
  - John de Wolf, holenderski piłkarz
- 1963:
  - Muhammad wuld Bilal, mauretański polityk, premier Mauretanii
  - Barbara Duda-Biernacka, polska antropolog, wykładowczyni akademicka
  - Bruce Grant, nowozelandzki narciarz alpejski, alpinista (zm. 1995)
  - Zbigniew Nowak, polski przedsiębiorca, polityk, poseł na Sejm RP
  - Zbigniew Sosnowski, polski nauczyciel, polityk, samorządowiec, urzędnik państwowy
- 1964:
  - Edith González, meksykańska aktorka (zm. 2019)
  - Wiktor Klimow, ukraiński kolarz szosowy
  - Klubbingman, niemiecki didżej, producent muzyczny
- 1965:
  - Sławczo Binew, bułgarski taekwondzista, przedsiębiorca, polityk
  - Kim Kyung-soon, południowokoreańska piłkarka ręczna
  - Hippolyt Kempf, szwajcarski kombinator norweski
  - Stephanie Morgenstern, szwajcarsko-kanadyjska aktorka, scenarzystka i reżyserka telewizyjno-filmowa
  - Michal Šanda, czeski poeta, prozaik
- 1967:
  - Shannon Hamm, amerykański gitarzysta, kompozytor, członek zespołów: Death, Control Denied, Synesis Absorption i Order of Ennead
  - Beatrix Karl, austriacka prawnik, polityk
  - Messiah Marcolin, szwedzki muzyk, wokalista, autor tekstów, członek zespołów Candlemass i Stillborn
  - Arnold Pinnock, kanadyjski aktor
- 1968:
  - Paweł Janowski, polski historyk, teolog
  - Nikodem (Kułygin), ukraiński biskup prawosławny
  - Mephisto, meksykański luchador
  - Piotr Zelt, polski aktor
- 1969:
  - Paulo Alves, portugalski piłkarz
  - Hanna Bałabanowa, ukraińska kajakarka
  - Rob Blake, kanadyjski hokeista
  - Françoiz Breut, francuska piosenkarka, rysowniczka
  - Rune Høydahl, norweski kolarz górski i przełajowy
  - Benedikte Kiær, duńska działaczka samorządowa, polityk
  - Thomas Zwiefelhofer, liechtensteiński prawnik, polityk
- 1970:
  - Alec Cleland, szkocki piłkarz
  - Dean Gorré, holenderski piłkarz, trener pochodzenia surinamskiego
  - Dżamal Hajmudi, algierski sędzia piłkarski
  - Patrick Musimu, belgijski nurek (zm. 2011)
  - Bryant Stith, amerykański koszykarz, trener
- 1971:
  - Barbara Hajcel, polska kajakarka
  - Michał Rogacki, polski kompozytor, autor piosenek
  - Carla Sacramento, portugalska lekkoatletka, biegaczka średniodystansowa
- 1972:
  - Alin Lucian Antochi, rumuński prawnik, samorządowiec, polityk
  - Frode Håre, norweski skoczek narciarski, trener
  - Karl Jindrak, austriacki tenisista stołowy
  - Brian Molko, brytyjski muzyk pochodzenia belgijskiego, członek zespołu Placebo
  - Ihor Pałycia, ukraiński przedsiębiorca, polityk
- 1973:
  - Rusty LaRue, amerykański koszykarz, trener
  - Robert Lis, polski piłkarz ręczny, trener
  - Robert Mioduszewski, polski piłkarz, bramkarz
  - Tommi Nikunen, fiński skoczek narciarski, trener
  - Valérie Oppelt, francuska polityk
  - Gabriela Spanic, wenezuelska aktorka, piosenkarka, modelka
  - Gábor Totola, węgierski szablista
- 1974:
  - Paul Cleave, nowozelandzki pisarz
  - Michał Kowalski, polski aktor
  - Nii Lamptey, ghański piłkarz
  - Tadahiro Nomura, japoński judoka
  - Miloš Vučević, serbski polityk, premier Serbii
  - Meg White, amerykańska multiinstrumentalistka, wokalistka, członkini zespołu The White Stripes
- 1975:
  - Stephen Huss, australijski tenisista
  - Renata Kijowska, polska dziennikarka
  - Olga Woźniak, polska dziennikarka naukowa
- 1976:
  - Wiaczesław Amin, kirgiski piłkarz
  - Álvaro Benito, hiszpański piłkarz, trener, gitarzysta, wokalista, członek zespołu Pignoise
  - Evidence, amerykański raper, producent muzyczny
  - Dorota Fiut, polska lekkoatletka, biegaczka średniodystansowa
  - Adam Kaczanowski, polski poeta, prozaik
  - Kuniva, amerykański raper
  - Bartosz Nowacki, polski samorządowiec, starosta mogileński
  - Wioletta Śląska-Zyśk, polska działaczka samorządowa, wicemarszałek województwa warmińsko-mazurskiego
- 1977:
  - Joaquín Botero, boliwijski piłkarz
  - Aleksiej Fadiejew, rosyjski kombinator norweski
  - Andrea Henkel, niemiecka biathlonistka
  - Frida Östberg, szwedzka piłkarka
  - Róbert Ruck, węgierski szachista
- 1978:
  - Anna Jesień, polska lekkoatletka, płotkarka
  - Łukasz Konarski, polski politolog, samorządowiec, prezydent Zawiercia
  - Summer Phoenix, amerykańska aktorka
  - Daniel Pliński, polski siatkarz
- 1979:
  - Tatjana Andrianowa, rosyjska lekkoatletka, biegaczka średniodystansowa
  - Adriano Ferreira Pinto, brazylijski piłkarz
  - Ildefons Lima, andorski piłkarz
  - Peter Podhradský, słowacki hokeista
  - Stawrula Prasa, grecka koszykarka
- 1980:
  - Michael Albasini, szwajcarski kolarz szosowy
  - Sarah Chang, amerykańska skrzypaczka pochodzenia koreańskiego
  - Miren Ibarguren, baskijska aktorka
  - Kate Reinders, amerykańska aktorka i piosenkarka
  - Rémi Santiago, francuski skoczek narciarski
- 1981:
  - René Bourque, kanadyjski hokeista
  - Ján Ďurica, słowacki piłkarz
  - Fábio Rochemback, brazylijski piłkarz
  - Paula Vesala, fińska wokalistka, członkini zespołu PMMP
  - Liam de Young, australijski hokeista na trawie
- 1982:
  - Óscar Bagüí, ekwadorski piłkarz
  - Claudia Grunwald, niemiecka lekkoatletka, sprinterka
  - Sultan Kösen, turecki farmer, najwyższy człowiek świata
  - Joe Polo, amerykański curler
- 1983:
  - Alina Armas, namibijska lekkoatletka, biegaczka
  - Manuel Félix Díaz, dominikański bokser
  - Patrick Flueger, amerykański aktor
  - Habib Mohamed, ghański piłkarz
  - Katrin Siska, estońska muzyk, członkini zespołu Vanilla Ninja
- 1984:
  - Cryme Tyme, amerykański wrestler
  - Zane Eglīte, łotewska koszykarka
  - Edina Gallovits-Hall, rumuńsko-amerykańska tenisistka
  - Tom Hern, nowozelandzki aktor
  - Zoltán Lipták, węgierski piłkarz
  - Brian McGinn, amerykański reżyser filmowy
  - Helen Oyeyemi, brytyjska pisarka pochodzenia nigeryjskiego
  - Dany Luis Quintero, kubański piłkarz, bramkarz
- 1985:
  - Charlie Adam, szkocki piłkarz
  - Ollie Bridewell, brytyjski motocyklista wyścigowy (zm. 2007)
  - Vincent Bueno, austriacki piosenkarz
  - Roman Červenka, czeski hokeista
  - Lê Công Vinh, wietnamski piłkarz
  - Trésor Mputu, kongijski piłkarz
  - Raven-Symoné, amerykańska aktorka, piosenkarka, tancerka
- 1986:
  - Anicka van Emden, holenderska judoczka
  - Mohammed Gassid, iracki piłkarz, bramkarz
  - Zuzanna Trzcińska, polska wioślarka
- 1987:
  - Cristián Bautista, salwadorski piłkarz
  - David Carter, amerykański futbolista
  - Sergio Henao, kolumbijski kolarz szosowy
  - Gonzalo Higuaín, argentyński piłkarz
  - Maksim Manukian, ormiański zapaśnik
  - Jairo Sanchez, kajmański piłkarz
  - Calvin Smith, amerykański lekkoatleta, sprinter
- 1988:
  - Dennis Banda, zambijski piłkarz
  - Wilfried Bony, iworyjski piłkarz
  - Simon Church, walijski piłkarz
  - Rodolfo Gamarra, paragwajski piłkarz
  - Jena Mai Hansen, duńska żeglarka sportowa
  - Pak Chol-min, północnokoreański piłkarz
  - Neven Subotić, serbski piłkarz
- 1989:
  - Rosalind Groenewoud, kanadyjska narciarka dowolna
  - Domagoj Kapec, chorwacki hokeista (zm. 2008)
  - Marion Maréchal-Le Pen, francuska polityk
- 1990:
  - Giulia Boverio, włoska aktorka
  - Tereza Chlebovská, czeska modelka, zwyciężczyni konkursów piękności
  - Lenka Dürr, niemiecka siatkarka
  - Pál Joensen, farerski pływak
  - Wil Myers, amerykański baseballista
  - Shōya Tomizawa, japoński motocyklista wyścigowy (zm. 2010)
- 1991:
  - Kiki Bertens, holenderska tenisistka
  - Michael Berry, amerykański lekkoatleta, sprinter
  - Mikael Dyrestam, szwedzki piłkarz pochodzenia gwinejskiego
  - Elisa Longo Borghini, włoska kolarka szosowa
  - Karolina Mor, polska lekkoatletka, oszczepniczka
  - Thomas Oar, australijski piłkarz
  - Dion Waiters, amerykański koszykarz
- 1992:
  - Christopher Giesting, amerykański lekkoatleta, sprinter
  - Walerija Łazinska, rosyjska zapaśniczka
  - Stephen Zack, amerykański koszykarz
- 1993:
  - Odunayo Adekuoroye, nigeryjska zapaśniczka
  - Musab Ahmed, sudański piłkarz
  - Mattia Bani, włoski piłkarz
  - Ljubica Kecman, serbska siatkarka
  - Adrianna Płaczek, polska piłkarka ręczna, bramkarka
  - Adrien Thomasson, francuski piłkarz pochodzenia szwedzło-chorwackiego
  - Hampus Wanne, szwedzki piłkarz ręczny
- 1994:
  - Alessio Deledda, włoski kierowca wyścigowy
  - Mateusz Murański, polski aktor, freak fighter (zm. 2023)
  - Claudia Plakolm, austriacka działaczka samorządowa, polityk
- 1995:
  - Tacko Fall, senegalski koszykarz
  - Distria Krasniqi, kosowska judoczka
  - Marc Stendera, niemiecki piłkarz
- 1996:
  - Klaudia Periša, chorwacka koszykarka
  - Ayano Satō, japońska łyżwiarka szybka
- 1997:
  - Arjun Maini, indyjski kierowca wyścigowy
  - Marta Śrutwa, polska akrobatka
- 1998:
  - Lucia Bronzetti, włoska tenisistka
  - José Pablo Córdoba, kostarykański piłkarz
  - Ann Kalandadze, gruzińska siatkarka
  - Ałła Łoboda, rosyjska łyżwiarka figurowa
  - Manuel Peñalver, hiszpański kolarz szosowy
- 1999:
  - Domagoj Bradarić, chorwacki piłkarz
  - Reiss Nelson, angielski piłkarz pochodzenia zimbabwejskiego
- 2000 – Jeremie Frimpong, holenderski piłkarz pochodzenia ghańskiego
- 2001 – Aryan Chopra, indyjski szachista
- 2003 – Colin Duffy, amerykański wspinacz sportowy
- 2004 – Mustafa Husajn Alam ad-Din, egipski zapaśnik
- 2014:
  - Gabriela Grimaldi, monakijska księżniczka
  - Jakub Grimaldi, monakijski książę, następca tronu

## Zmarli
- 1041 – Michał IV Paflagończyk, cesarz bizantyński (ur. 1010)
- 1198 – Awerroes, arabski filozof, teolog, lekarz, prawnik, matematyk, polityk (ur. 1126)
- przed 1200 – Włodzimierz Przemyślida, książę ołomuniecki (ur. 1145)
- 1310 – Stefan I, książę Dolnej Bawarii (ur. 1271)
- 1339 – Jadwiga Bolesławówna, królowa Polski (ur. ok. 1266 lub później)
- 1361 – Bartolomeo Albizzi, włoski franciszkanin konwentualny, kaznodzieja, hagiograf (ur. 1300)
- 1475 – Paolo Uccello, włoski malarz (ur. 1397)
- 1502 – Jovan Branković, despota serbski na Węgrzech (ur. ?)
- 1508 – René II, książę Lotaryngii (ur. 1451)
- 1541:
  - Thomas Culpeper, angielski arystokrata, dworzanin (ur. ok. 1514)
  - Francis Dereham, angielski arystokrata, dworzanin (ur. ?)
- 1553 – Giovanni Domenico de Cupis, włoski kardynał (ur. 1493)
- 1561 – Kaspar Schwenkfeld, śląski reformator religijny (ur. 1490)
- 1588 – Eustachy White, angielski duchowny katolicki, męczennik, święty (ur. ok. 1560)
- 1591:
  - Edmund Gennings, angielski duchowny katolicki, męczennik, święty (ur. 1567)
  - Polidor Plasden, angielski duchowny katolicki, męczennik, święty (ur. 1563)
  - Switun Wells, angielski męczennik, święty (ur. ok. 1536)
- 1603 – William Gilbert, angielski lekarz, fizyk (ur. 1544)
- 1610 – Jan Roberts, walijski benedyktyn, męczennik, święty (ur. ok. 1576)
- 1618 – (data pogrzebu) Giulio Caccini, włoski kompozytor, muzyk, śpiewak, pedagog (ur. ok. 1545)
- 1626 – Edmund Gunter, angielski matematyk, astronom, wynalazca, wykładowca akademicki (ur. 1581)
- 1632:
  - Melchior od św. Augustyna, hiszpański augustianin rekolekta, misjonarz, męczennik, błogosławiony (ur. 1599)
  - Marcin od św. Mikołaja, hiszpański augustianin rekolekta, misjonarz, męczennik, błogosławiony (ur. 1598)
- 1665 – Tarquinio Merula, włoski kompozytor, organista (ur. 1595)
- 1677 – Guillaume de Lamoignon, francuski prawnik, sędzia, polityk (ur. 1617)
- 1679 – Francesco Barberini, włoski kardynał (ur. 1597)
- 1700 – Tomasz Bogoria Skotnicki, polski duchowny katolicki, biskup pomocniczy chełmiński (ur. ok. 1641)
- 1718 – Stede Bonnet, angielski pirat (ur. 1688)
- 1736 – Antonio Manoel de Vilhena, portugalski arystokrata, wielki mistrz zakonu joannitów (ur. 1663)
- 1733 – Jan Skarbek, polski duchowny katolicki, arcybiskup metropolita lwowski (ur. 1661)
- 1739 – Józef Michał Karp, polski duchowny katolicki, biskup żmudzki (ur. 1679)
- 1746 – Teodorico Pedrini, włoski lazarysta, misjonarz, muzyk, kompozytor (ur. 1671)
- 1748 – Ewald Jürgen Georg von Kleist, niemiecki prawnik, uczony, wynalazca (ur. 1700)
- 1768 – Jan Bielski, polski jezuita, historyk, dramaturg (ur. 1714)
- 1791 – Jakub Frank, rabin, cadyk, filozof, mistyk, kupiec, reformator religijny, prorok, astrolog, alchemik (ur. 1726)
- 1792 – William Hoare, brytyjski malarz (ur. ok. 1707)
- 1804 – Michał Mateusz Kosmowski, polski duchowny katolicki, biskup pomocniczy gnieźnieński (ur. 1725)
- 1805 – František Hůrka, czeski kompozytor, śpiewak operowy (tenor) (ur. 1762)
- 1806 – Christoph Nathe, niemiecki malarz, rysownik, miedziorytnik (ur. 1753)
- 1808 – James Sullivan, amerykański prawnik, polityk (ur. 1744)
- 1810 – Johann Christian Daniel von Schreber, niemiecki badacz historii naturalnej, botanik, zoolog, wykładowca akademicki (ur. 1739)
- 1816 – Louis Marie Turreau, francuski generał, dyplomata (ur. 1756)
- 1820 – Zachariasz Niemczewski, polski matematyk, wykładowca akademicki (ur. 1766)
- 1825 – Luigi Ercolani, włoski kardynał (ur. 1758)
- 1831 – Thomas Johann Seebeck, niemiecki fizyk (ur. 1770)
- 1834 – Alexander Chambers, szkocki pisarz, wydawca (ur. 1759)
- 1838 – Karl Friedrich von Beyme, niemiecki polityk, szef ministrów Prus (ur. 1765)
- 1846 – Francis Brengle, amerykański prawnik, polityk (ur. 1807)
- 1850 – Józef Bem, polski generał, uczestnik powstania listopadowego i Wiosny Ludów (ur. 1794)
- 1851 – Karl Drais, niemiecki wynalazca (ur. 1785)
- 1856 – John Grant Chapman, amerykański prawnik, polityk (ur. 1798)
- 1857 – Wiktoria Sachsen-Coburg-Kohary, księżna Nemours (ur. 1822)
- 1858 – Joseph Paul Gaimard, francuski lekarz, zoolog, podróżnik (ur. 1796)
- 1865 – Leopold I Koburg, książę Saksonii-Coburg-Gotha, król Belgów (ur. 1790)
- 1868 – Friedrich Wilhelm Krummacher, refermowany teolog i znany kaznodzieja (ur. 1796)
- 1873 – Ludwik Brzozowski, polski prozaik, poeta, uczestnik powstania styczniowego (ur. 1833)
- 1880 – Marek Antoni Durando, włoski lazarysta, błogosławiony (ur. 1801)
- 1884:
  - Jules Bastien-Lepage, francuski malarz (ur. 1848)
  - August Mosbach, polski historyk, publicysta pochodzenia żydowskiego (ur. 1817)
  - Eduard Rüppell, niemiecki zoolog, odkrywca (ur. 1794)
- 1886 – Marco Minghetti, włoski polityk, premier Włoch (ur. 1818)
- 1887 – Henryk Janko, polski ziemianin, polityk, wojskowy, uczestnik powstania listopadowego, Wiosny Ludów i powstania styczniowego (ur. 1807)
- 1889 – Ludwig Anzengruber, austriacki prozaik, poeta (ur. 1839)
- 1891 – Julia Niewiarowska-Brzozowska, polska pianistka, kompozytorka (ur. 1827)
- 1896:
  - Aniela Milewska, polska pisarka, publicystka (ur. 1841)
  - Alfred Nobel, szwedzki chemik, inżynier, wynalazca, przemysłowiec, fundator Nagrody Nobla (ur. 1833)
- 1897 – Alfred Hartmann, szwajcarski pisarz (ur. 1814)
- 1901 – Ferdinand Quentin Dulcken, niemiecki kompozytor, pianista (ur. 1837)
- 1902 – Arthur Gundaccar von Suttner, austriacki baron, pisarz (ur. 1850)
- 1903 – Gustaw Romer, polski ziemianin, bankowiec, polityk (ur. 1846)
- 1906:
  - Dame Gruew, bułgarski rewolucjonista, polityk (ur. 1871)
  - Karl Schönborn, niemiecki chirurg, wykładowca akademicki (ur. 1840)
- 1909:
  - Arseniusz z Trigolo, włoski kapucyn, błogosławiony (ur. 1849)
  - Czerwona Chmura, wódz indiański (ur. 1822)
- 1911 – Joseph Dalton Hooker, brytyjski botanik, podróżnik (ur. 1817)
- 1913 – Stefan Mycielski, polski hrabia, ziemianin, podporucznik (ur. 1863)
- 1914:
  - Mieczysław Jamrógiewicz, polski nauczyciel, autor podręczników, radca szkolny (ur. 1848)
  - Joseph Smith III, amerykański duchowny, prezydent Kościoła Jezusa Chrystusa Świętych w Dniach Ostatnich (ur. 1832)
- 1916 – Iwao Ōyama, japoński dowódca wojskowy, marszałek polny, polityk (ur. 1842)
- 1917 – Mackenzie Bowell, kanadyjski polityk, premier Kanady (ur. 1824)
- 1918:
  - Karl Grosser, niemiecki architekt (ur. 1850)
  - Zygmunt Sokołowski, polski podporucznik kawalerii (ur. 1895)
  - Aleksander Zborzyl-Mirecki, polski porucznik piechoty (ur. 1892)
- 1919:
  - Cedric Howell, austriacki pilot wojskowy, as myśliwski (ur. 1896)
  - Franz Steindachner, austriacki ichtiolog, muzealnik (ur. 1834)
- 1921 – George Coppinger Ashlin, irlandzki architekt (ur. 1837)
- 1922 – David McMackon, kanadyjski strzelec sportowy (ur. 1858)
- 1924 – Zygmunt Langman, polski rzeźbiarz (ur. 1860)
- 1926 – Nikola Pašić, serbski polityk, premier Serbii (ur. 1845)
- 1927 – Friedrich von Moltke, niemiecki polityk, nadprezydent Prus Wschodnich (ur. 1852)
- 1928:
  - Charles Rennie Mackintosh, szkocki architekt, malarz (ur. 1868)
  - Julian Saganowski, polski major piechoty, wioślarz (ur. 1892)
- 1929:
  - Frederick Abberline, brytyjski detektyw (ur. 1843)
  - Franz Rosenzweig, niemiecki historyk, filozof, tłumacz pochodzenia żydowskiego (ur. 1886)
  - Samuel Alfred Ross, liberyjski dziennikarz, polityk (ur. 1870)
- 1930:
  - Jacint Alegre i Pujals, hiszpański jezuita, Sługa Boży (ur. 1874)
  - Jan Jacyna, polski generał dywizji, inżynier, pisarz (ur. 1864)
  - Edwin Richards, walijski hokeista na trawie (ur. 1879)
- 1931:
  - Aleksander Babiański, polski i rosyjski prawnik, generał, polityk, działacz społeczny (ur. 1853)
  - Max Elskamp, belgijski poeta (ur. 1862)
- 1932 – Adam Kryński, polski językoznawca, wykładowca akademicki (ur. 1844)
- 1933 – Wilhelm von Fircks, niemiecki baron, geolog, polityk (ur. 1870)
- 1934:
  - Jan Brejski, polski działacz narodowy i polonijny, dziennikarz, wydawca, polityk, poseł na Sejm Ustawodawczy, wojewoda pomorski (ur. 1863)
  - James O’Grady, brytyjski związkowiec, polityk, administrator kolonialny (ur. 1866)
- 1935:
  - John Carden, brytyjski konstruktor broni pancernej (ur. 1892)
  - Jan Sobiech, polski polityk ludowy (ur. 1862)
- 1936:
  - Adolf Mariano, hiszpański zakonnik, męczennik, błogosławiony (ur. 1910)
  - Antoni Maria Martín Hernández, hiszpański salezjanin, męczennik, błogosławiony (ur. 1885)
  - Luigi Pirandello, włoski prozaik, dramaturg, nowelista, laureat Nagrody Nobla (ur. 1867)
  - Gonsalwy Viñes Masip, hiszpański duchowny katolicki, męczennik, błogosławiony (ur. 1883)
  - Leon Wasilewski, polski polityk, minister spraw zagranicznych, dyplomata (ur. 1870)
- 1937:
  - Edmund Bigoński, polski dziennikarz, związkowiec, samorządowiec, polityk, poseł na Sejm RP (ur. 1891)
  - Mikołaj (Dobronrawow), rosyjski biskup prawosławny, święty nowomęczennik (ur. 1861)
  - Aleksandr Golikow, radziecki dowódca wojskowy (ur. 1896)
  - Achmietkamał Kaspranski, radziecki polityk (ur. 1895)
  - Kronid (Lubimow), rosyjski mnich prawosławny, święty nowomęczennik (ur. 1859)
  - Maria Skokowska, polska działaczka rewolucyjna, funkcjonariuszka radzieckich służb specjalnych (ur. 1878)
- 1939:
  - Henryka Frenkel, polska lekarka pediatra pochodzenia żydowskiego (ur. 1880)
  - John Grieb, amerykański gimnastyk (ur. 1879)
- 1940:
  - Stanisław Ptaszycki, polski urzędnik konsularny (ur. 1892)
  - María Emilia Riquelme y Zayas, hiszpańska zakonnica (ur. 1847)
- 1941:
  - Albert Döderlein, niemiecki ginekolog (ur. 1860)
  - Karol Iwanicki, polski architekt (ur. 1870)
  - Filipe Macharadze, gruziński polityk komunistyczny (ur. 1868)
  - Tom Phillips, brytyjski admirał (ur. 1888)
- 1942 – Edwin Geist, niemiecki dziennikarz, kompozytor, dyrygent pochodzenia żydowskiego (ur. 1902)
- 1943:
  - Alfred Lampe, polski działacz robotniczy i komunistyczny, publicysta pochodzenia żydowskiego (ur. 1900)
  - Alfred Vogt, szwajcarski okulista, wykładowca akademicki (ur. 1879)
- 1944:
  - Giennadij Bratczikow, radziecki major (ur. 1914)
  - Paul Otlet, belgijski prawnik, bibliograf (ur. 1868)
- 1945:
  - Theodor Dannecker, niemiecki funkcjonariusz i zbrodniarz nazistowski (ur. 1913)
  - Jacob Levin, szwedzki piłkarz (ur. 1890)
  - Bob McDonogh, amerykański kierowca wyścigowy (ur. 1899)
- 1946:
  - Walter Johnson, amerykański baseballista (ur. 1887)
  - Damon Runyon, amerykański dziennikarz, pisarz (ur. 1884)
- 1947:
  - Stefania Brun, polska działaczka komunistyczna pochodzenia żydowskiego (ur. 1888)
  - Władysław Marcinkowski, polski rzeźbiarz (ur. 1858)
  - Pierre-André-Charles Petit de Julleville, francuski duchowny katolicki, arcybiskup Rouen, kardynał (ur. 1876)
- 1948 – Na Hye-sok, koreańska malarka, rzeźbiarka, poetka, działaczka niepodległościowa, feministka (ur. 1896)
- 1950:
  - Musa Gjylbegu, albański agronom, polityk (ur. 1904)
  - Kim Gyu-sik, koreański polityk, działacz niepodległościowy (ur. 1881)
  - Pedro Ramón y Cajal, hiszpański ginekolog, neuroanatom, esperantysta (ur. 1854)
  - Oliver Stanley, brytyjski arystokrata, polityk (ur. 1896)
- 1951 – Algernon Blackwood, brytyjski pisarz, dziennikarz, spiker radiowy (ur. 1869)
- 1952 – Ignacy Sobieszczański, polski inżynier, działacz polonijny (ur. 1872)
- 1953:
  - Enrico Damiani, włoski slawista, wykładowca akademicki (ur. 1892)
  - Ralph von Heygendorff, niemiecki generał porucznik (ur. 1897)
  - Lucyna Messal, polska aktorka, śpiewaczka, tancerka (ur. 1886)
- 1954:
  - Jerzy Lande, polski prawnik, wykładowca akademicki, fotograf, taternik (ur. 1886)
  - Pawieł Smirnow, radziecki polityk (ur. 1894)
- 1957 – Maurice McLoughlin, amerykański tenisista (ur. 1890)
- 1958:
  - Kazimierz Kruczkowski, polski major piechoty (ur. 1898)
  - Hans Næss, norweski żeglarz sportowy (ur. 1886)
- 1959 – Andrzej Sołtan, polski fizyk jądrowy, wykładowca akademicki (ur. 1897)
- 1960:
  - Bronisław Michelis, polski inżynier mechanik, technolog, wykładowca akademicki (ur. 1870)
  - Mado Robin, francuska śpiewaczka operowa (sopran) (ur. 1918)
- 1961 – Józef Tenenbaum, polski pisarz, działacz społeczności żydowskiej (ur. 1887)
- 1962 – Robert Carlisle Giffen, amerykański wiceadmirał (ur. 1886)
- 1963:
  - Arseniusz (Bradvarević), serbski biskup prawosławny (ur. 1883)
  - František Slunečko, czeski generał (ur. 1886)
  - Gunnar Strömstén, fiński łyżwiarz szybki (ur. 1885)
  - Feliks Wiśniewski, polski fizyk, wykładowca akademicki (ur. 1890)
- 1964 – Józef Bubella, polski prawnik, komornik sądowy, radny i burmistrz Sanoka (ur. 1882)
- 1965:
  - Lars Christensen, norweski przemysłowiec (ur. 1884)
  - Henry Cowell, amerykański kompozytor, pianista, muzykolog, teoretyk muzyki, publicysta (ur. 1897)
  - Wanda Drège, polska matematyk, fizyk (ur. 1887)
  - Michał Grażyński, polski kapitan rezerwy piechoty, polityk, wojewoda śląski, minister informacji (ur. 1890)
  - Einar Hennings, szwedzki prawnik, dyplomata, polityk (ur. 1884)
- 1966:
  - Vladimir Bodiansky, francuski inżynier, konstruktor i architekt pochodzenia rosyjskiego (ur. 1894)
  - Hans Jørgen Hansen, duński hokeista na trawie (ur. 1879)
- 1967 – Otis Redding, amerykański piosenkarz, autor piosenek (ur. 1941)
- 1968:
  - Karl Barth, szwajcarski teolog protestancki (ur. 1886)
  - Thomas Merton, amerykański duchowny katolicki, prozaik, poeta (ur. 1915)
  - Emmett Swanson, amerykański strzelec sportowy (ur. 1906)
  - Tian Han, chiński dramaturg, reżyser, scenarzysta (ur. 1898)
- 1969 – Franco Capuana, włoski dyrygent (ur. 1894)
- 1970:
  - Ora Haibe, amerykański kierowca wyścigowy (ur. 1887)
  - Nan Wood Honeyman, amerykańska polityk (ur. 1881)
  - Stanisław Nadzin, polski dziennikarz, tłumacz (ur. 1914)
  - Willem van de Poll, holenderski fotograf (ur. 1895)
- 1971:
  - Don Marino Barreto Jr., kubańsko-włoski piosenkarz, kontrabasista, perkusista (ur. 1925)
  - Tibor Lehoczky, węgierski neuropatolog (ur. 1897)
- 1972:
  - Siemion Kirsanow, rosyjski poeta (ur. 1906)
  - Walenty Majdański, polski bioetyk, demograf, pisarz, publicysta, pedagog (ur. 1899)
  - Gyula Moravcsik, węgierski historyk, bizantynolog, mediewista, wykładowca akademicki (ur. 1892)
- 1973:
  - Simcha Baba, izraelski polityk (ur. 1902)
  - Teodora Dąbrowska, polska rzeźbiarka, malarka, śpiewaczka (ur. 1891)
  - Feliks Perekładowski, polski porucznik piechoty, cichociemny (ur. 1921)
- 1975 – Boy Charlton, australijski pływak (ur. 1907)
- 1977 – Karel Kaufman, holenderski piłkarz, trener (ur. 1898)
- 1978:
  - Bohdan Karczewski, polski fizyk teoretyczny, wykładowca akademicki (ur. 1930)
  - Bəkir Mustafayev, radziecki żołnierz (ur. 1898)
  - Teodor Rafiński, polski pediatra, wykładowca akademicki (ur. 1907)
  - Ed Wood, amerykański aktor, reżyser, scenarzysta, producent i montażysta filmowy (ur. 1924)
- 1979:
  - Niels Blach, duński hokeista na trawie (ur. 1893)
  - Ann Dvorak, amerykańska aktorka (ur. 1912)
  - Henryk Mehlberg, polski filozof, logik, metodolog, wykładowca akademicki (ur. 1904)
- 1980 – Zienon Komissarienko, radziecki twórca filmów animowanych (ur. 1891)
- 1981:
  - Zoja Fiodorowa, rosyjska aktorka (ur. 1907)
  - Konstantin Prowałow, radziecki generał pułkownik, polityk (ur. 1906)
- 1982:
  - Freeman Gosden, amerykański aktor, komik (ur. 1899)
  - Tomasz Hopfer, polski dziennikarz sportowy (ur. 1935)
- 1983:
  - Hilary Chełchowski, polski polityk, poseł na Sejm PRL, minister państwowych gospodarstw rolnych, wicepremier (ur. 1908)
  - Stefan Straszewicz, polski matematyk, wykładowca akademicki (ur. 1889)
- 1984:
  - Uuno Pietilä, fiński łyżwiarz szybki (ur. 1905)
  - Adalbert Steiner, rumuński piłkarz pochodzenia niemieckiego (ur. 1907)
- 1985:
  - Bagrat Ioannisiani, ormiański inżynier, konstruktor sprzętu astronomicznego (ur. 1911)
  - Ewa Kołaczkowska, polska pisarka, tłumaczka (ur. 1910)
- 1986:
  - Susan Cabot, amerykańska aktorka (ur. 1927)
  - Bruno Mora, włoski piłkarz (ur. 1937)
  - Jan Ostrowski-Naumoff, polski prakseolog, filozof, krytyk teatralny, wykładowca akademicki, emigrant (ur. 1901)
  - Rino Pucci, włoski kolarz torowy (ur. 1922)
- 1987:
  - Jascha Heifetz, amerykański skrzypek pochodzenia żydowskiego (ur. 1901)
  - Slam Stewart, amerykański basista jazzowy (ur. 1914)
- 1988:
  - Richard S. Castellano, amerykański aktor pochodzenia włoskiego (ur. 1933)
  - Grzegorz Kardaś, polski pianista, kompozytor (ur. 1909)
- 1989:
  - Nico Gardener, brytyjski brydżysta (ur. 1906)
  - Mieczysław Hara, polski dyplomata, działacz sportowy (ur. 1923)
- 1990:
  - Armand Hammer, amerykański przemysłowiec, filantrop pochodzenia żydowskiego (ur. 1898)
  - Zbigniew Kupiec, polski architekt (ur. 1905)
  - Ján Michalko, słowacki duchowny luterański, biskup generalny Kościoła Ewangelickiego Wyznania Augsburskiego na Słowacji, teolog, etyk, publicysta, wykładowca akademicki (ur. 1912)
  - Marino Morettini, włoski kolarz torowy (ur. 1931)
- 1991:
  - Franco Maria Malfatti, włoski polityk (ur. 1927)
  - György Szűcs, węgierski piłkarz, trener (ur. 1912)
- 1992:
  - Ignacy Loga-Sowiński, polski działacz komunistyczny, związkowiec, polityk, poseł do KRN, na Sejm Ustawodawczy i Sejm PRL, członek Rady Państwa, dyplomata (ur. 1914)
  - Dan Maskell, brytyjski dziennikarz sportowy (ur. 1908)
  - Josephine McKim, amerykańska pływaczka (ur. 1910)
- 1993:
  - Ken Baily, brytyjski lekkoatleta, kibic piłkarski (ur. 1911)
  - Miljan Zeković, jugosłowiański piłkarz (ur. 1925)
- 1994:
  - Wieniedikt Abdank-Kossowski, litewski wojskowy, działacz emigracyjny (ur. 1918)
  - Keith Joseph, brytyjski arystokrata, polityk (ur. 1918)
- 1996:
  - Eugene Kusielewicz, polski historyk, działacz polonijny (ur. 1930)
  - Faron Young, amerykański piosenkarz (ur. 1932)
  - Maryna Zagórska, polska tłumaczka (ur. 1906)
- 1997:
  - Anatolij Baniszewski, rosyjski piłkarz, trener (ur. 1946)
  - Józef Bartoszek, polski lutnik (ur. 1940)
- 1998 – Aleksander Jarmołyszko, polski lekkoatleta, chodziarz (ur. 1906)
- 1999:
  - Charles Assalé, kameruński polityk, premier Wschodniego Kamerunu (ur. 1911)
  - Rick Danko, kanadyjski muzyk, członek zespołu The Band (ur. 1942)
  - Edward Dorn, amerykański poeta (ur. 1929)
  - Shirley Hemphill, amerykańska aktorka (ur. 1947)
  - Franjo Tuđman, chorwacki generał, polityk, prezydent Chorwacji (ur. 1922)
- 2000:
  - José Águas, portugalski piłkarz, trener (ur. 1930)
  - Klaus Neumann, niemiecki pilot wojskowy, as myśliwski (ur. 1923)
  - Marie Windsor, amerykańska aktorka (ur. 1919)
- 2001:
  - André Fernand Anguilé, gaboński duchowny katolicki, arcybiskup Libreville (ur. 1922)
  - Michaił Budyko, rosyjski klimatolog, geofizyk, geograf, wykładowca akademicki (ur. 1920)
  - Mieczysław Morawski, polski kapitan saperów, żołnierz AK, uczestnik powstania warszawskiego (ur. 1917)
- 2002:
  - Zygmunt Herembeszta, polski kompozytor, pedagog (ur. 1934)
  - Ian MacNaughton, brytyjski reżyser i producent telewizyjny (ur. 1925)
  - Hadwig Pfeifer, austriacka i niemiecka narciarka alpejska (ur. 1906)
- 2003:
  - Bonifacy Dymarczyk, polski aktor, reżyser teatralny, kabareciarz (ur. 1951)
  - Janusz Pajewski, polski historyk (ur. 1907)
- 2005:
  - Mary Jackson, amerykańska aktorka (ur. 1910)
  - Eugene McCarthy, amerykański polityk (ur. 1916)
  - Richard Pryor, amerykański aktor, komik (ur. 1940)
- 2006:
  - Ivan Dieška, słowacki taternik, alpinista, pisarz (ur. 1941)
  - Salvatore Pappalardo, włoski duchowny katolicki, arcybiskup Palermo, kardynał (ur. 1918)
  - Augusto Pinochet, chilijski generał, polityk, prezydent Chile (ur. 1915)
  - Włodzimierz Rzeczycki, polski aktor (ur. 1916)
  - Kazimierz Schilling, polski astronom (ur. 1943)
- 2007:
  - Leonard Duszeńko, polski leśnik, działacz opozycji antykomunistycznej (ur. 1931)
  - Ashleigh Aston Moore, kanadyjska aktorka dziecięca (ur. 1981)
  - Andrzej Rogalski, polski piłkarz (ur. 1951)
  - Gordon Samuels, australijski prawnik, polityk (ur. 1923)
- 2008 – Mark Diesen, amerykański szachista (ur. 1957)
- 2009:
  - Dilip Chitre, indyjski poeta (ur. 1938)
  - Henryk Groszyk, polski prawnik (ur. 1926)
- 2010:
  - Czesław Budzyński, polski poeta, prozaik, dyplomata (ur. 1932)
  - Marcel Domingo, francuski piłkarz, bramkarz, trener (ur. 1924)
  - John Fenn, amerykański chemik, laureat Nagrody Nobla (ur. 1917)
  - Mieczysław Krajewski, polski ekonomista, polityk (ur. 1932)
  - Jacques Swaters, belgijski kierowca wyścigowy (ur. 1926)
- 2011 – Mirosław Schlief, polski siatkarz (ur. 1930)
- 2012:
  - Iajuddin Ahmed, banglijski polityk, prezydent Bangladeszu (ur. 1931)
  - Lisa Della Casa, szwajcarska śpiewaczka operowa (sopran) (ur. 1919)
  - Ludwik Górski, polski chemik, wykładowca akademicki (ur. 1924)
  - John Small, amerykański futbolista (ur. 1946)
  - Krzysztof Zalewski, polski historyk, dziennikarz (ur. 1966)
- 2013:
  - Jim Hall, amerykański gitarzysta jazzowy (ur. 1930)
  - Rossana Podestà, włoska aktorka (ur. 1934)
- 2014:
  - Zijad Abu Ajn, pakistański polityk (ur. 1959)
  - Ralph Giordano, niemiecki pisarz (ur. 1923)
- 2015:
  - Maurice Graham, australijski rugbysta, działacz sportowy (ur. 1931)
  - Dermot O’Mahony, irlandzki duchowny katolicki, biskup pomocniczy Dublina (ur. 1935)
  - Arnold Peralta, honduraski piłkarz (ur. 1989)
  - Zygmunt Piekacz, polski rzeźbiarz, pedagog (ur. 1936)
  - Dolph Schayes, amerykański koszykarz, trener (ur. 1928)
- 2016:
  - Stefania Biegun, polska biegaczka narciarska (ur. 1935)
  - Peter Brabrook, angielski piłkarz (ur. 1937)
  - László Huzsvár, serbski duchowny katolicki, biskup Zrenjanina (ur. 1931)
  - Paul Shin’ichi Itonaga, japoński duchowny katolicki, biskup Kagoshimy (ur. 1928)
  - Zbigniew Jurewicz, polski generał brygady, doktor nauk wojskowych (ur. 1922)
  - Marek Kordzik, polski duchowny, biskup i zwierzchnik Kościoła Starokatolickiego w RP (ur. 1955)
  - Robert Stiller, polski pisarz, tłumacz, językoznawca pochodzenia żydowskiego (ur. 1928)
- 2017 – Alfred Baron, polski konstruktor lotniczy (ur. 1932)
- 2018:
  - Chiang Pin-kung, tajwański polityk, przewodniczący Kuomintangu (ur. 1932)
  - Jan Chwałczyk, polski malarz, rzeźbiarz (ur. 1924)
  - Janusz Sent, polski kompozytor, pianista (ur. 1936)
  - Robert Spaemann, niemiecki teolog, filozof (ur. 1927)
  - Stanisław Wierzbicki, polski wioślarz (ur. 1959)
- 2019:
  - Gershon Kingsley, amerykański kompozytor, pionier muzyki elektronicznej (ur. 1922)
  - Jurij Łużkow, rosyjski polityk, mer Moskwy (ur. 1936)
  - Adam Słodowy, polski major, popularyzator majsterkowania (ur. 1923)
- 2020:
  - Rafael Ramón Conde Alfonzo, wenezuelski duchowny katolicki, biskup Margarity i Maracay (ur. 1943)
  - Eugeniusz Iwanicki, polski pisarz (ur. 1933)
  - José Mario Ruiz Navas, ekwadorski duchowny katolicki, biskup Latacungi, arcybiskup Portoviejo (ur. 1930)
  - Walter Garrison Runciman, brytyjski socjolog (ur. 1934)
  - Andrzej Skowroński, polski wioślarz (ur. 1953)
  - Barbara Windsor, brytyjska aktorka (ur. 1937)
- 2021:
  - Romulo de la Cruz, filipiński duchowny katolicki, arcybiskup Zamboangi (ur. 1947)
  - Michael Nesmith, amerykański wokalista, gitarzysta, autor tekstów, producent muzyczny, członek zespołu The Monkees (ur. 1942)
  - Andrzej Wat, polski historyk sztuki (ur. 1931)
- 2022:
  - Józef Dzielicki, polski chirurg, wykładowca akademicki (ur. 1941)
  - Georgia Holt, amerykańska aktorka, piosenkarka (ur. 1926)
  - Antonio Mazzone, włoski prawnik, samorządowiec, polityk, eurodeputowany (ur. 1934)
  - Paul Silas, amerykański koszykarz, trener, analityk (ur. 1943)
- 2023:
  - David Drake, amerykański pisarz science fiction i fantasy (ur. 1945)
  - Marija Pisariewa, rosyjska lekkoatletka, skoczkini wzwyż (ur. 1933)
  - Jude Saint-Antoine, kanadyjski duchowny katolicki, biskup pomocniczy Montrealu (ur. 1930)
- 2024:
  - Andrea Kékesy, węgierska łyżwiarka figurowa (ur. 1926)
  - Mahieddine Khalef, algierski trener piłkarski (ur. 1944)
  - Teresa Miszkin, polska malarka, pedagog (ur. 1947)
  - Bogusław Musiatowicz, polski patomorfolog, profesor nauk medycznych (ur. 1939)
  - Edward Nieznański, polski logik, filozof, profesor nauk humanistycznych (ur. 1938)
  - Aleksander Oczkowski, polski kierowca rajdowy i wyścigowy (ur. 1933)
  - Wiktor Pysz, polski hokeista, trener (ur. 1949)
  - Serhij Raluczenko, ukraiński piłkarz, trener (ur. 1962)